# Atletisme als Jocs Olímpics d'estiu de 1908 - triple salt masculí
Els triple salt masculí va ser una de les sis proves de salts que es disputaren durant els Jocs Olímpics de Londres de 1908. La prova es va disputar el 25 de juliol de 1908 amb la participació de vint atletes procedents de vuit nacions diferents.

## Medallistes
| Or                | Plata                    | Bronze              |
| Tim Ahearne (GBR) | Garfield MacDonald (CAN) | Edvard Larsen (NOR) |

## Rècords
Aquests eren els rècords del món i olímpic que hi havia abans de la celebració dels Jocs Olímpics de 1908.
| Rècord del Món | 15,35 (*) | John Breshnihan | Bandon (GBR) | 26 d'agost de 1906   |
| Rècord Olímpic | 14,47     | Myer Prinstein  | París (FRA)  | 16 de juliol de 1900 |

(*) No oficial
Primer Tim Ahearne va establir un nou rècord olímpic amb 14,73 metres, però fou superat per Garfield MacDonald amb un salt de 14,76 metres. Finalment Ahearne establí un nou rècord olímpic amb 14,92 metres.

## Resultats
Tots els atletes tenien tres intents en cada alçada. Els tres millors tenen tres intents més per mirar de superar les seves marques. Es coneix el millor salt dels primers 17 classificats, però no dels tres darrers.
| Posició | Nom                  | País         | Llargada        |
| ------- | -------------------- | ------------ | --------------- |
| 1       | Tim Ahearne          | Regne Unit   | 14.92 metres OR |
| 2       | Garfield MacDonald   | Canadà       | 14.76 metres    |
| 3       | Edvard Larsen        | Noruega      | 14.39 metres    |
| 4       | Calvin Bricker       | Canadà       | 14.10 metres    |
| 5       | Platt Adams          | Estats Units | 14.07 metres    |
| 6       | Frank Mount Pleasant | Estats Units | 13.97 metres    |
| 7       | Karl Fryksdal        | Suècia       | 13.65 metres    |
| 8       | John Brennan         | Estats Units | 13.59 metres    |
| 9       | Martin Sheridan      | Estats Units | 13.42 metres    |
| 10      | Doug Stupart         | Sud-àfrica   | 13.40 metres    |
| 11      | Cyril Dugmore        | Regne Unit   | 13.31 metres    |
| 12      | Michael Dineen       | Regne Unit   | 13.23 metres    |
| 13      | Henry Olsen          | Noruega      | 13.17 metres    |
| 14      | Oscar Guttormsen     | Noruega      | 13.16 metres    |
| 15      | Dimitrios Muller     | Grècia       | 13.09 metres    |
| 16      | Frank Irons          | Estats Units | 12.67 metres    |
| 17      | Sam Bellah           | Estats Units | 12.55 metres    |
| 18-20   | Nathaniel Sherman    | Estats Units | Desconeguda     |
| 18-20   | George Mayberry      | Regne Unit   | Desconeguda     |
| 18-20   | Juho Halme           | Finlàndia    | Desconeguda     |